# 氨马尿酸
氨马尿酸（INN：aminohippuric acid），学名：对氨基马尿酸（para-aminohippuric acid，PAH）,是一种马尿酸的衍生物，临床上用于测定肾血流量。常用以静脉灌注的形式进行给药。

## 用途

### 诊断药物
氨马尿酸主要用于测定肾血流量。氨马尿酸摄取率大约为0.92，这意味着其不像菊糖和肌酐一样被肾小球过滤掉，对氨马尿酸经静脉输入人体后，不进入血细胞，很少与血浆蛋白结合，20%经肾小球滤过，80%从近端肾小管排泌至原尿中，且不被肾小管重吸收，在正常肾脏中可几乎完全从血液中清除。

### 抗生素辅助药物
氨马尿酸常以其钠盐进行给药。第二次世界大战期间，氨马尿酸与青霉素同时使用，以延长青霉素在血液中的循环时间。由于青霉素和对氨基马尿酸在肾中竞争同一种转运蛋白，青霉素的排泄被抑制，从而提高青霉素药效时间。